# Kosmikud
Kosmikud ist eine estnische Alternative-Rock- und Punk-Band. Darüber hinaus sind die Mitglieder Gründer des Rockfestivals Rabarock.

## Geschichte
Die 1999 gegründete Band war knapp ein Jahr aktiv, als der Sänger Taavi Pedriks (1971–2000) starb. An das kurze Bestehen der Gruppe in dieser Formation erinnert das Album Ei Roosid! (deutsch: „Keine Rosen!“) von 2000.
Die drei verbliebenen Mitglieder, der Gitarrist Andres aka Alexander Vana, der Schlagzeuger Kristo Rajasaare und der Bassist Raivo Rätte aka Kõmmari, machten eine Pause, probten und casteten eine Vielzahl von Sängern; darunter den Gitarristen der Band Claire’s Birthday, Jaan Pehk, mit dem auch ein paar Konzerte gegeben wurden. Schließlich fiel die Wahl auf das Mitglied des Ensembles Eriti Kurva Muusika Ansambel (deutsch: Ensemble der besonders traurigen Musik), den 1972 geborenen Meelis Hainsoo (Hainz), der ein Freund des ersten Sängers war. Er schloss sich der Band im Jahr 2003 an.
Anschließend wurde das zweite Album Kuidas tuli pimedus... (deutsch: „Wie die Finsternis kam...“) veröffentlicht.
Kosmikud wurde u. a. musikalisch durch Joy Division, Nick Cave und Kino beeinflusst.

## Diskografie
Alben
- 2000: Ei roosid! („Keine Rosen!“, Aufnahme im Matrix Studio in der Tallinner Linnahall)
- 2003: Kuidas tuli pimedus... („Wie die Finsternis kam...“, Aufnahme im Matrix Studio in der Tallinner Linnahall)
- 2004: Kuidas kuningas kuu peale kippus („Wie der König nach dem Mond strebte“, Aufnahme mit der Band No-Big-Silence im Studio von No-Big-Silence)
- 2006: Pulmad ja matused („Hochzeiten und Begräbnisse“, Aufnahme im Studio von No-Big-Silence)
- 2008: Ainus, mis jääb, on BEAT („Das einzige, das bleibt, ist BEAT“)
- 2011: Öö ei lase magada („Die Nacht lässt mich nicht schlafen“)
- 2017: Sügis sanatooriumis („Herbst im Sanatorium“)